# 神野善治
神野 善治（かみの よしはる、1949年 - ）は、日本の民俗学者・民具学者。博士（民俗学）。武蔵野美術大学名誉教授。専門は民俗学、民具学、博物館学。
人が、自然と人間と神との三つ巴の関係のなかで生きていくために世代を超えて伝えてきた「技と知恵」。これを「民俗」ととらえ、無形の伝承（祭りや職人の技など）と有形の伝承（とくに「民具」と呼ばれる生活の道具類）、その両方の世界を総合的にとらえ得る視点を見出すことを研究テーマとしている。「時」の民俗・民具の研究も久しく継続中。
「筌漁の研究（下）─狩野川水系を中心として─」（『沼津市歴史民俗資料館紀要』6・7 1983年）で第3回日本民俗学会研究奨励賞、『人形道祖神 境界神の原像』（白水社 1996）で第37回柳田國男賞受賞。

## 経歴
東京都に生まれる。1972年に慶應義塾大学経済学部を卒業した。1974年から1987年まで静岡県沼津市にある沼津市歴史民俗資料館に学芸員として勤める。1987年から1997年まで文化庁文化財調査官となる（民俗文化財担当）。この間、1996年に博士（民俗学）の学位を國學院大學文学部より取得する。
1997年に武蔵野美術大学造形学部助教授に就任した。1999年に教授に昇格する。2019年に名誉教授となる。

## 単著
- 『人形道祖神 境界神の原像』白水社、1996年
- 『木霊論 家・船・橋の民俗』白水社、2000年

## 共編著
- 『狩野川 その風土と文化』（木村博との共著）静岡新聞社、1979年
- 『日本の神々 神社と聖地 第10巻 東海』白水社、1987年
- 『ミュージアムと生涯学習』（監修) 武蔵野美術大学出版局、2008年
- 『日本のくらしの知恵事典』（監修）岩崎書店、2008年
- 『昔のくらしの道具事典 新版』（小林克と共同監修）岩崎書店、2014年
- 『くらしの造形 手のかたち・手のちから』武蔵野美術大学出版局、2019年